# Lac d'Arboréiaz
Le lac d'Arboréiaz (ou lac d'Arborias) est un lac situé à cheval sur les communes de Saint-Germain-les-Paroisses et Colomieu (Ain). Il occupe une combe creusée par l'érosion glaciaire et est entouré de marécages.

## Géographie
L'eau du lac alimente le ruisseau l'Agnin affluent du Gland.

## Cinéma
Le réalisateur Jean Becker y a tourné deux films : Les Enfants du marais, sorti en 1999, ainsi que Dialogue avec mon jardinier, sorti en 2007.